# コムラン・アシニョン
コムラン・アグベコ・アシニョン（フランス語: Komlan Agbeko Assignon、1974年1月20日 - ）は、トーゴの元サッカー選手。元トーゴ代表。ポジションはMF。

## クラブ歴
ASカンヌの下部組織出身で1994年にトップチームに昇格した。リーグ・ドゥに所属したクラブを1995-96シーズンにリーグ・アンに昇格させたものの、1997-98シーズンを以て降格した。
2000年にASボーヴェ・オワーズに移籍すると、翌年にUSクレテイユ＝リュシタノに移籍、さらに翌年にスタッド・ポワトゥヴァンFCに移籍した。
2004年にアル・ジャフラSCに移籍し選手を引退した。

## 代表歴
1997年1月26日に行われたアフリカネイションズカップ1998予選のリベリア代表戦で代表初出場初得点を記録した。その後、アフリカネイションズカップ本戦にも1998年大会、2000年大会、2002年大会の三回出場した。

## 指導歴
選手引退後はアマチュアとしてサッカー指導者をしている。

## 私生活
息子のロレンツ・アシニョン、ローガン・アシニョンもサッカー選手である。